# Yamil Peralta
Yamil Alberto Peralta Jara (Tres de Febrero, 16 luglio 1991) è un pugile argentino, delle categorie dei pesi massimi e mediomassimi, vincitore della medaglia di bronzo ai giochi panamericani di Guadalajara 2011.

## Carriera pugilistica
Esquiva Falcão Florentino ha partecipato ad una edizione dei giochi olimpici (Londra 2012), una dei mondiali (Baku 2011), una dei giochi panamericani (Guadalajara 2011) e una dei giochi sudamericani (Medellín 2010).
Attualmente è allenato dal cubano Sarbelio Fuentes.

### Principali incontri disputati
Statistiche aggiornate al 26 ottobre 2013.
| Evento              | Edizione         | Categoria             | Trentaduesimi                  | Sedicesimi                         | Ottavi                                 | Quarti                               | Semifinale                        | Finale          | Pos. | Note  |
| ------------------- | ---------------- | --------------------- | ------------------------------ | ---------------------------------- | -------------------------------------- | ------------------------------------ | --------------------------------- | --------------- | ---- | ----- |
| Giochi sudamericani | Medellín 2010    | Mediomassimi (-81 kg) | N.D.                           | N.D.                               | N.D.                                   | N.D.                                 | Carlos Gongora ( Ecuador) P RSC 3 | non qualificato |      | [ 1 ] |
| Mondiali            | Baku 2011        | Massimi (-91 kg)      | Samir El Mais ( Canada) P 7-15 | non qualificato                    | non qualificato                        | non qualificato                      | non qualificato                   | non qualificato | 33º  | [ 2 ] |
| Giochi panamericani | Guadalajara 2011 | Massimi (-91 kg)      | N.D.                           | N.D.                               | Bye                                    | Wualfredo Rivero ( Venezuela) V 11-7 | Lenier Eunice Pero ( Cuba) P 9-13 | non qualificato |      | [ 3 ] |
| Olimpiadi           | Londra 2012      | Massimi (-91 kg)      | N.D.                           | N.D.                               | Chouaib Bouloudinats ( Algeria) V 13-5 | Tervel Pulev ( Bulgaria) P 10-13     | non qualificato                   | non qualificato | 5º   | [ 4 ] |
| Mondiali            | Almaty 2013      | Massimi (-91 kg)      | Bye                            | Raitis Sinkevics ( Lettonia) V 3-0 | Tadas Tamašauskas ( Lituania) V 3-0    | Thomas McCarthy ( Irlanda) V 2-1     | Evgenij Tiščenko ( Russia) P 1-2  | non qualificato |      | [ 5 ] |